# Sápadt kosbor
A sápadt kosbor (Orchis pallens) a kosborfélék családjába tartozó, Magyarországon védett növényfaj.

## Megjelenése
A sápadt kosbor 17-30 (ritkán 40) cm magas, lágyszárú, évelő növény. Ikergumói a talajban találhatók. Tőlevélrózsáját 2-4 visszás-tojásdad alakú, lekerekített végű, 8-12 cm hosszú és 2-4 cm széles, fényes világoszöld tőlevél alkotja. A száron további 1-2, jóval kisebb, szárölelő levél található.     
Április-májusban virít. A virágzat tömött fürt, amelyet 3-35 halványsárga virág alkot. Külső lepellevelei (szirmai) hátrahajlóak, lekerekítettek, hosszuk 8-11 mm, szélességük 4-5 mm. A belső lepellevelek 7-8 mm hosszúak és 4-5 mm szélesek. A 9-12 mm-es mézajak (labellum) sötétebb sárga árnyalatú, mintázata nincs, sekélyen háromosztatú, szélesen szétterülő, kissé visszahajlik. A 10-12 mm-es sarkantyú ívesen felhajlik.                        
Termése 13,5-18 mm hosszú, 3,5-4 mm széles toktermés, amelyben átlagosan 6100 (1300-12000) apró mag fejlődik.     

## Elterjedése
Európában, Kis-Ázsiában és a Kaukázus térségében honos. Európai elterjedési területének déli határát az Észak-Spanyolország-Dél-Franciaország-Appennini-félsziget-Balkán-félsziget vonal alkotja, míg északon Közép-Németországig és Dél-Lengyelországig hatol. Magyarországon a Bükkben, a Börzsönyben, a Pilisben, a Bakonyban és a Mecsekben fordul elő, illetve szórványosan a Zemplénben és a Vértesben is található egy-egy állománya. Inkább a magasabb (49%) és az alacsonyabb (46%) hegyvidékek növénye.           

## Életmódja
Bükkösökben, gyertyános–tölgyesekben, ligeterdőkben, meleg- és mészkedvelő tölgyesekben él, többnyire félárnyékban. Élőhelyein a talaj kémhatását pH 6,4-7,5 közöttinek (átlag pH 7,0) mérték.    
Hajtásai a tél végén, kora tavasszal jelennek meg a felszínen. Április közepétől június elejéig virágzik, középnapja május 10. Virágai nem termelnek nektrt, a jó nektártartalmú sárga lednekfajokat (pl. tavaszi lednek) utánozzák külsejükkel, így csalogatják magukhoz a rovarokat. Méhek, poszméhek porozzák be. Megtermékenyülési rátája 13-59% közötti. 
A füles kosborral, ritkán a Spitzel-kosborral hibridizálódhat.

## Természetvédelmi helyzete
A sápadt kosbor ritka növény és populációi egymástól eléggé elszigeteltek, viszont viszonylag nagy területen elterjedt. A Természetvédelmi Világszövetség Vörös listáján "nem fenyegetett" státusszal szerepel. Elsősorban az erdőgazdálkodás és a vadkár fenyegetheti. Magyarországon eddig összesen 55 állományát mérték fel, amelyből 40 1990 után is megmaradt, visszaszorulásának mértéke 27%-os. Teljes hazai egyedszáma néhány ezer lehet. 1982 óta védett, természetvédelmi értéke 50 000 Ft.

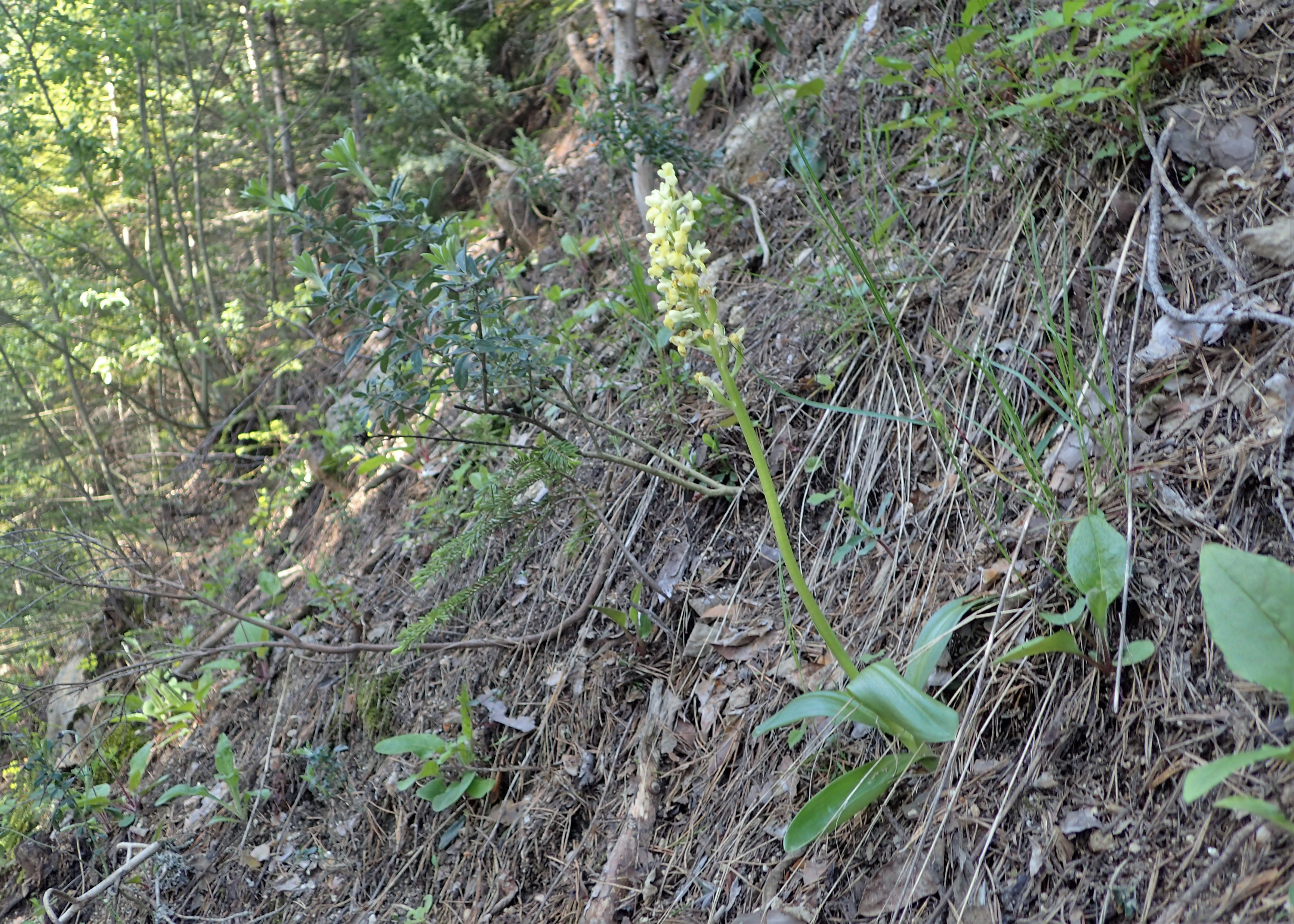
Természetes élőhelyén
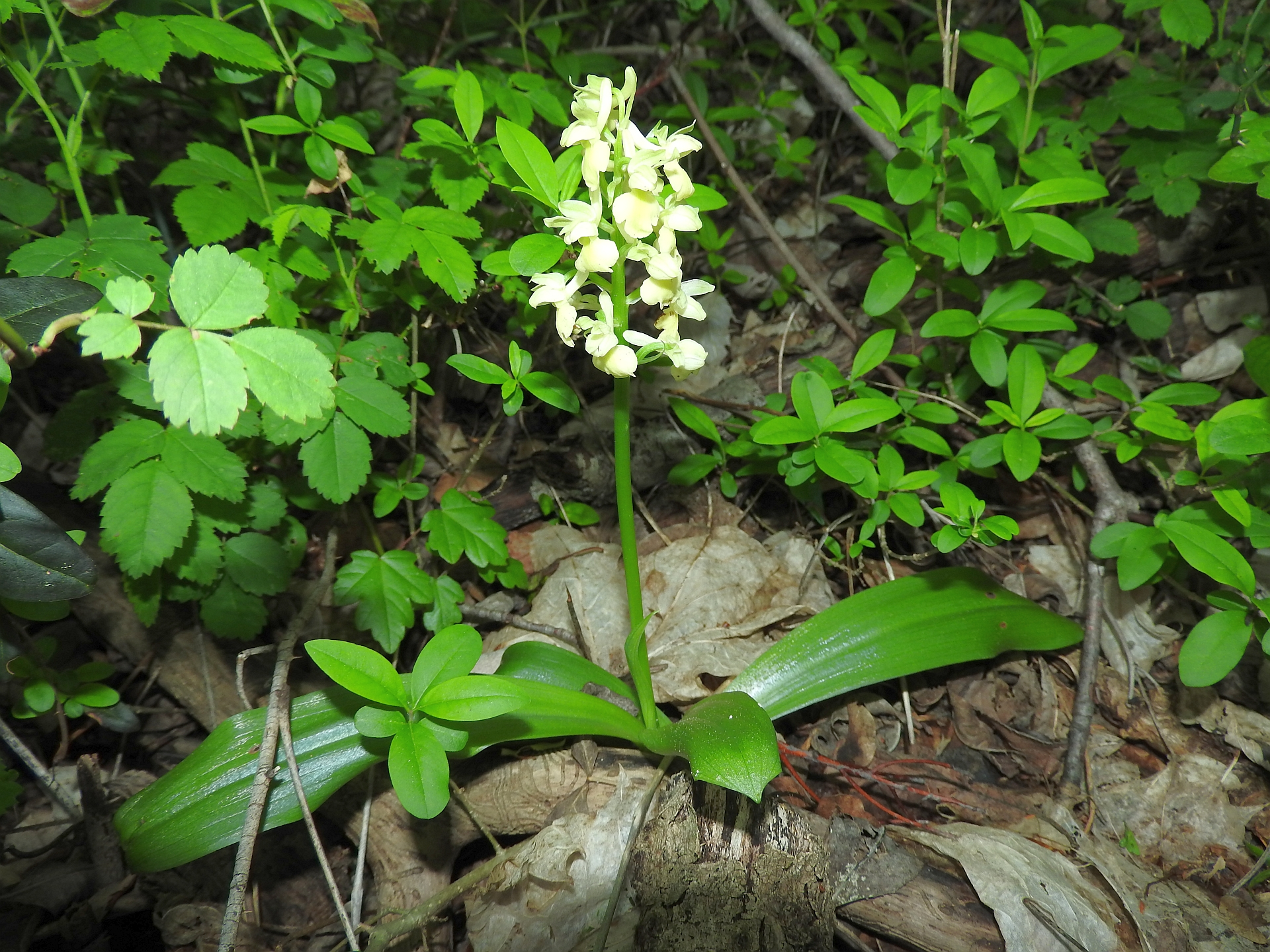
Habitusa
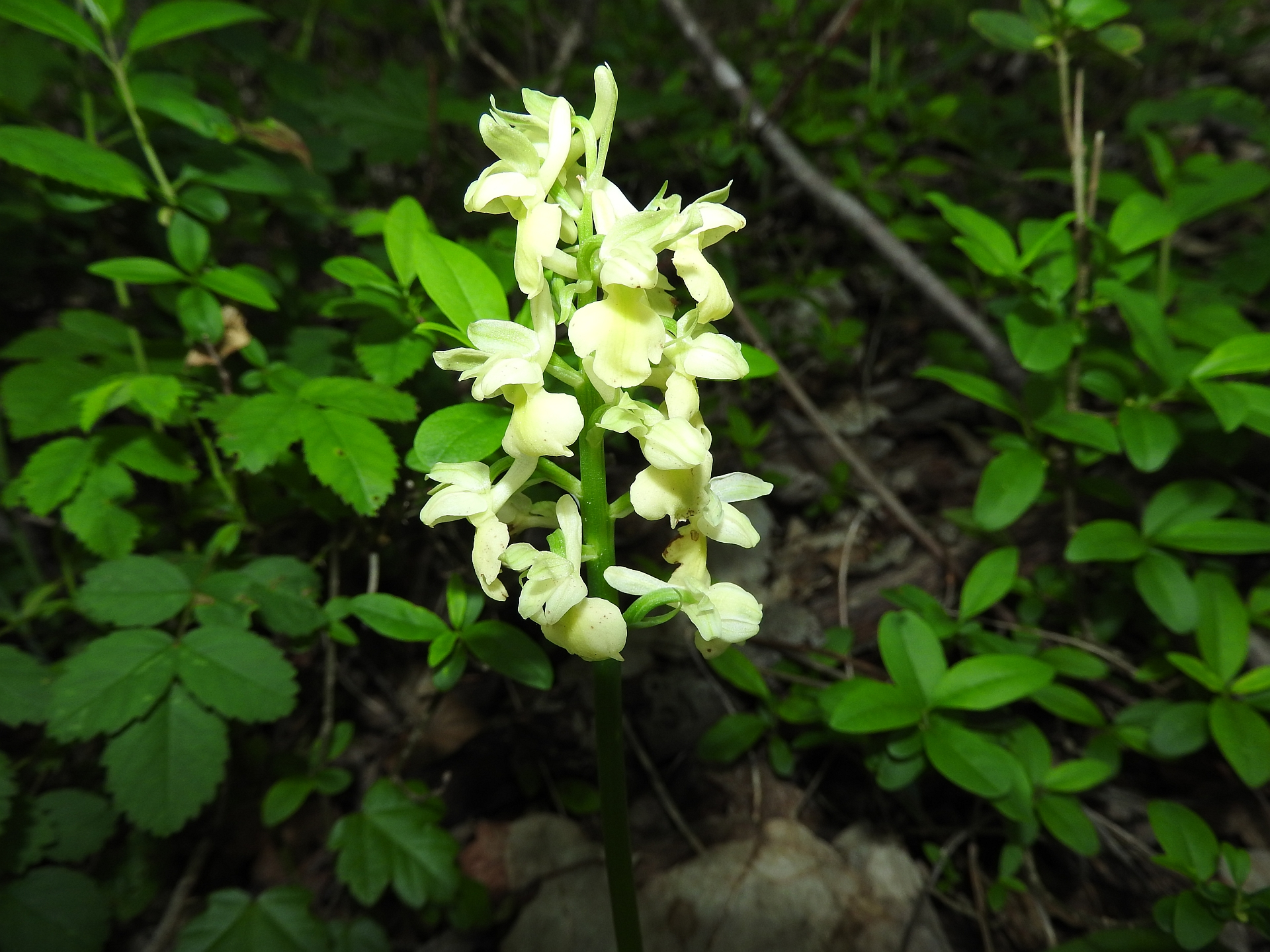
Virágzata
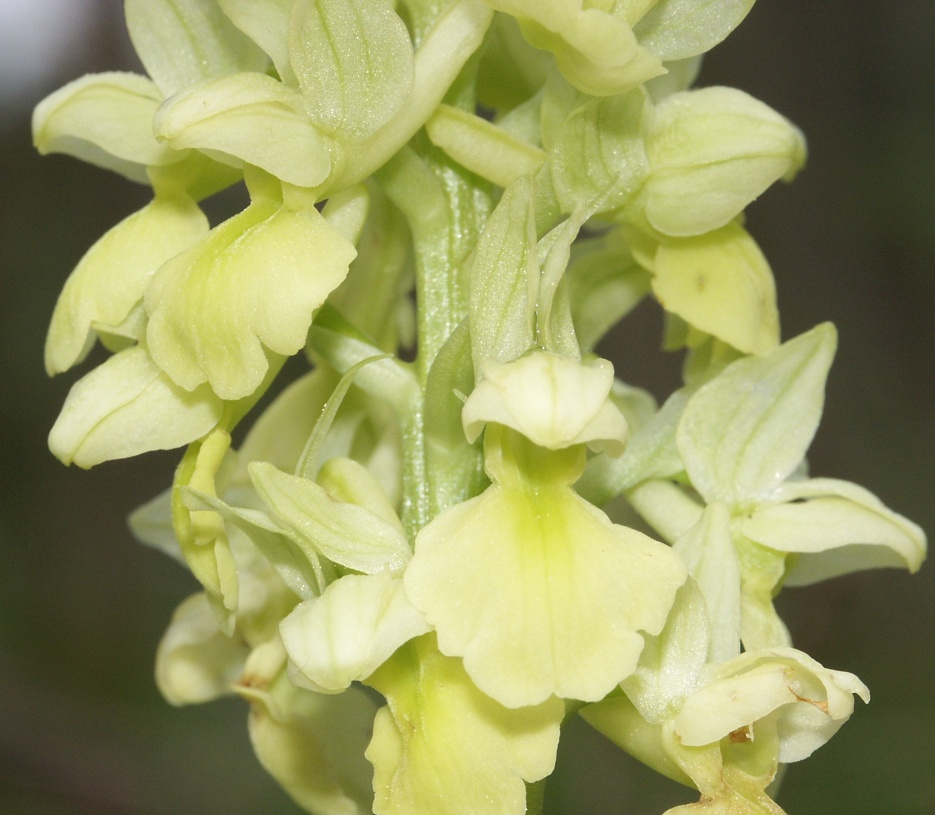
Virága
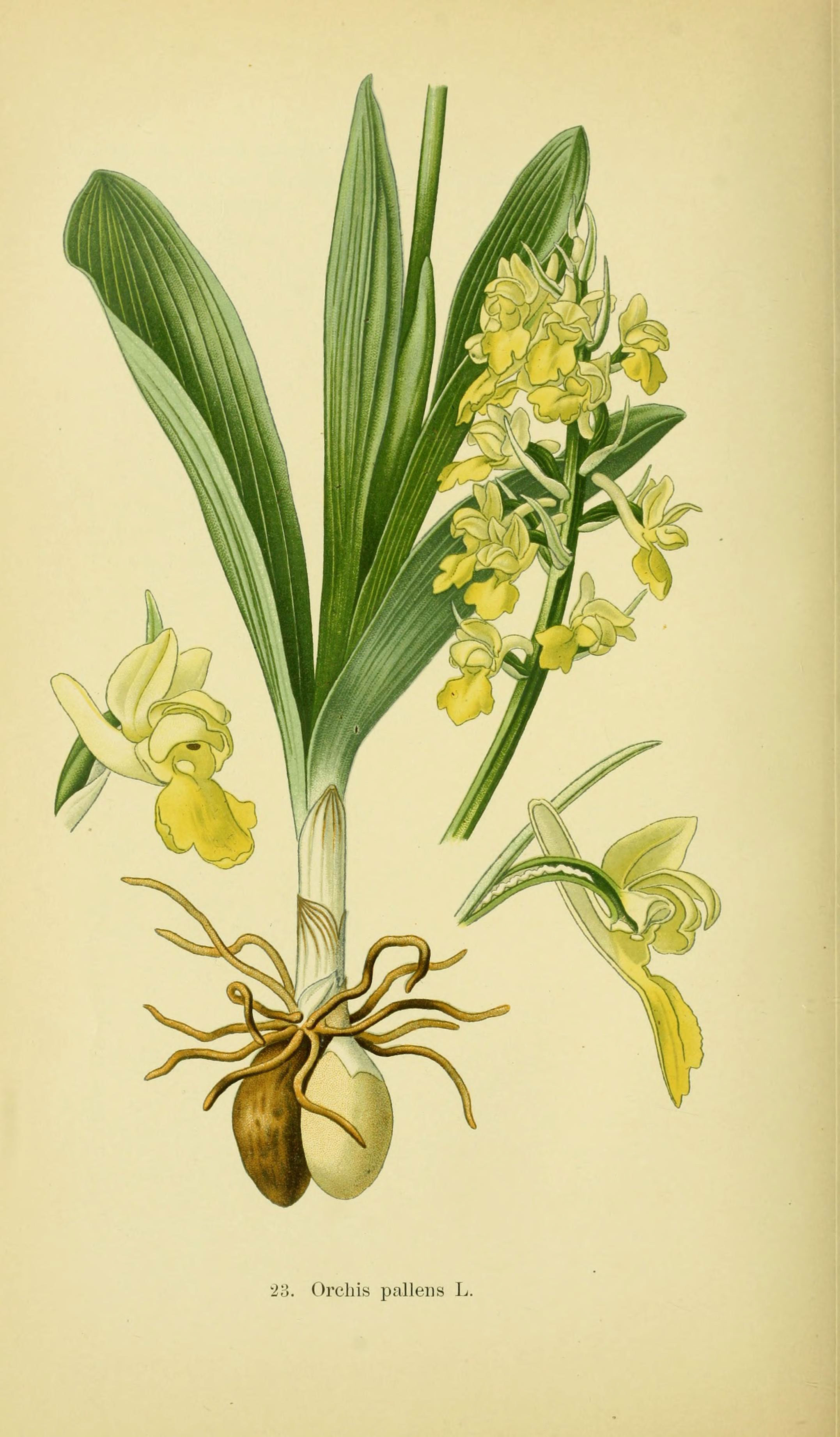
Ábrázolása egy német botanikakönyvben (1904)